# Museu de Ciência da Universidade de Lisboa
O Museu de Ciência da Universidade de Lisboa é um antigo museu situado na cidade de Lisboa.

## História
Instalado no edifício da antiga Escola Politécnica de Lisboa, sito na Rua da Escola Politécnica, ao Príncipe Real, no campus da Politécnica da Universidade de Lisboa, partilhava o espaço físico do edifício com o Museu Nacional de História Natural, dependendo ambos os museus diretamente da Reitoria da Universidade de Lisboa.
Foi criado em 1985 por Fernando Bragança Gil (1927-2009), resultando da musealização do espólio da antiga Escola Politécnica de Lisboa (1836-1911) e da Faculdade de Ciências da Universidade de Lisboa, que se instalou no mesmo local em 1911 e que aí se manteve em funcionamento até um grande incêndio em 1978 ter obrigado à deslocação da Faculdade para as suas atuais instalações, na Cidade Universitária.
Até 2001 estava anexo à Faculdade de Ciências, tendo nesse ano passado a depender diretamente da Reitoria da Universidade de Lisboa, integrando a unidade dos Museus da Politécnica.
O Museu de Ciência e o Museu Nacional de História Natural, juntamente com o Jardim Botânico anexo, foram fundidos em 2011 num novo organismo, o Museu Nacional de História Natural e da Ciência/Museus da Universidade de Lisboa (MUHNAC/MUL).

## O Museu
O Museu de Ciência tinha por objetivo contribuir para a generalização da cultura científica e a sensibilização para a importância da Ciência, bem como fomentar a utilização quotidiana do método científico, parte essencial da cultura contemporânea. Não se limitava a ser apenas um centro de ciência, mas um espaço onde que se procurava definir uma perspetiva histórica da evolução da Ciência. A componente museológica era enriquecida com a conservação de equipamento científico, com exemplares dos séculos XVII e XX.
O Museu incluía: 
- O Planetário do Museu de Ciência - É utilizado quer para sessões escolares e públicas,
- Oficinas pedagógicas - onde se executam ações de aprofundamento de um determinado tema.
- Cursos Livres - Introdução à Astronomia e Iniciação à Fotografia

## Publicações
O Museu de Ciência publicava dois periódicos: um boletim informativo - e uma revista científica de Museologia. 
O Museu também publicava catálogos de exposições, reportórios e catálogos da Biblioteca, entre outros textos.

## Ligação externa
- Sítio do Museu de Ciência da Universidade de Lisboa